# Mike Durtschi
Mike Durtschi (...) è un ex sciatore alpino statunitense.

## Biografia
Specialista dello slalom speciale e membro della nazionale statunitense negli anni 1970, Durtschi in Can-Am Cup nella stagione 1976-1977 vinse la classifica si specialità; non prese parte a rassegne olimpiche e non ottenne piazzamenti in Coppa del Mondo o ai Campionati mondiali.

## Palmarès

### Can-Am Cup
- Vincitore della classifica di slalom speciale nel 1977[senza fonte]